# Variacions en fa sostingut menor Op. 20 (C. Schumann)
Les Variacions en fa sostingut menor Op. 20 de Clara Schumann són una obra per a piano. Clara Schumann va escriure les seves variacions Op. 20 per a piano el 1853, i van ser estrenades el 27 de maig de 1854 per Johannes Brahms al piano. Amb la primera edició realitzada per la editorial Leipzig: Breitkopf und Härtel la interpretació sol durar 10 minuts.

## Introducció
Aquesta obra és una de les últimes de Clara compostes per a piano. Va presentar la peça a Robert Schumann, el seu marit, per l'últim aniversari que va passar amb la seva família amb la dedicatòria "Al meu estimat marit, el 8 de juny de 1853, aquest humil i renovat assaig de la seva antiga Clara".
Aquestes variacions són una música d'una gran inspiració, i demostren el gran talent musical i especialment compositiu de la Clara Schumann. Brahms es va emocionar tant per la composició i la interpretació de Clara, que més tard va compondre el seu propi conjunt de Variacions sobre un tema de Robert Schumann Op.9 sobre el mateix tema, i les va dedicar a Clara Schumann.
El tema que utilitzen tots dos la quarta peça del Bunte Blatter Op. 99 de Robert Schumann.
La peça de Schumann sobre la qual estan construïdes les variacions, és la marxa "Ziemlich Langsam" (més aviat lenta) Del Op. 99 de Schumann. Les variacions de Clara comencen amb una declaració de la peça breu del seu marit en la seva totalitat original, a la qual després ofereix 7 variacions. El tema es manté clar al llarg d'aquestes variacions melòdiques, i també ho fa el personatge sotmès creat per la psicologia de Schumann.

## Estructura de les peces
La primera variació es caracteritza pel moviment de tresets en el baix amb el tema clarament definit al registre superior.
Les semicorxeres de la segona variació creen una sensació de moviment cap endavant, i les dificultats tècniques d'aquesta variació donen una visió de la tècnica de control que posseïa la mateixa Clara.
La tercera variació mostra el retorn al caràcter i al moviment rítmic del tema inicial amb un relat lent i dolent del tema.
La quarta variació avança de nou a través de tresets de semicorxeres a la mà dreta amb el tema clarament present a la mà esquerra.
La cinquena variació és més animada amb agitades octaves de la mà esquerra sobre les quals hi ha una insistent afirmació cordial del tema principal.
La sisena variació torna a tornar al ritme inicial amb un magnìfic cànon; El sentit únic de l'harmonia de Clara també s'explora aquí.
La setena variació utilitza acords i arpegis difosos per expressar el tema de manera delicada, mentre que la coda final es desvia en silenci a través d'arpegis suaus dirigits cap al final.
Aquest treball seria una de les darreres composicions de Clara. Amb la responsabilitat creixent dels seus fills i de la salut en salut del Robert, sumat ald impediments de ser una dona compositora van fer que es dediqués a la seva carrera i docència.